# トラクト

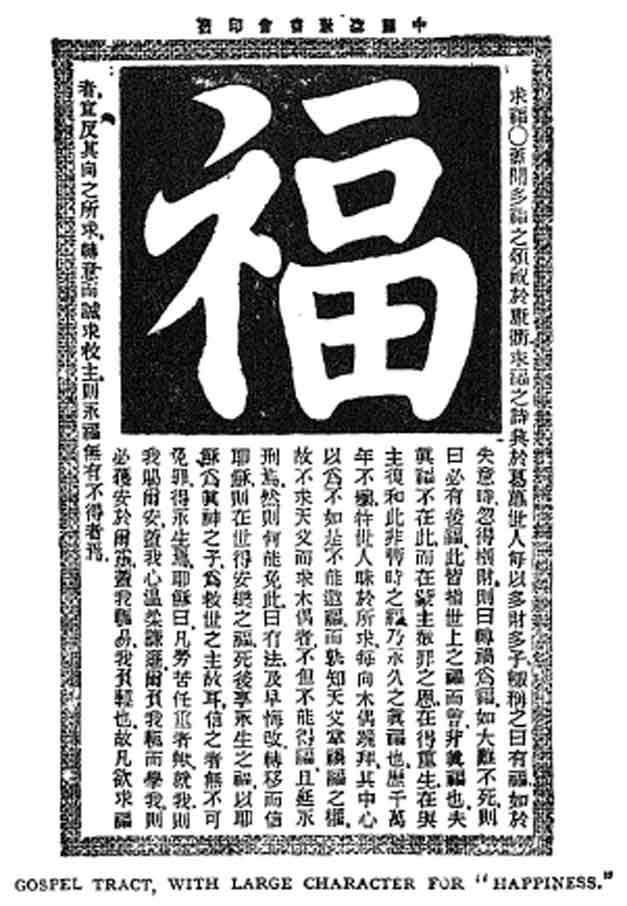
中国で配られたキリスト教のトラクト

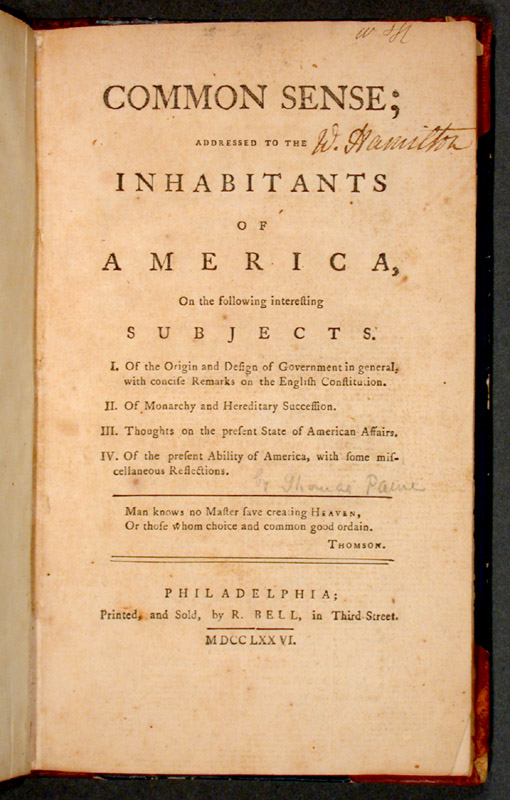
トマス・ペイン著の小冊子『コモン・センス』もトラクトと呼ばれた

トラクト（英語: Tract）とはある考えまたは主張をカードまたは小冊子にまとめたもので、よく宗教関係または政治関係で使われる。トラクトが意味するものは、時代の変遷と共に変わってきた。21世紀の原題が宗教関係および政治関係であるが、しばしは宗教関係が多く、誰かが配布したり、どこかに置いて見てもらうようになった。歴史的にはトラクトは、本または小冊子の形であった時もある。日本では、特にキリスト教の宣伝カード、パンフレットとして使われる用語である。

## 宗教関係
17世紀の宗教改革の時代には、トラクトがよく使われた。その後また、イングランド国教会のオックスフォード運動の期間（1830年代～1840年代）には多くのトラクトが出版されて、その集成「Tracts for the Times」から「トラクト主義」（Tractarianism）という言葉も生まれた。

## 政治関係
「パンフレット」とも呼ばれる小冊子が、歴史上よく使われてきた。ヨーロッパでは17世紀によく使われた。18世紀のアメリカ革命に至る期間にトラクトが多く発行され、またフランス革命に対するイギリスの反応でトラクトが使われていて、こうしたパンフレットの戦争を「トラクト議論」（Revolution Controversy）と呼んだ。トラクトの例を挙げると、トマス・ペイン著『コモン・センス』（1775–76 年）で、彼はこの小冊子でアメリカの独立はごく自然な成り行きであると主張している。

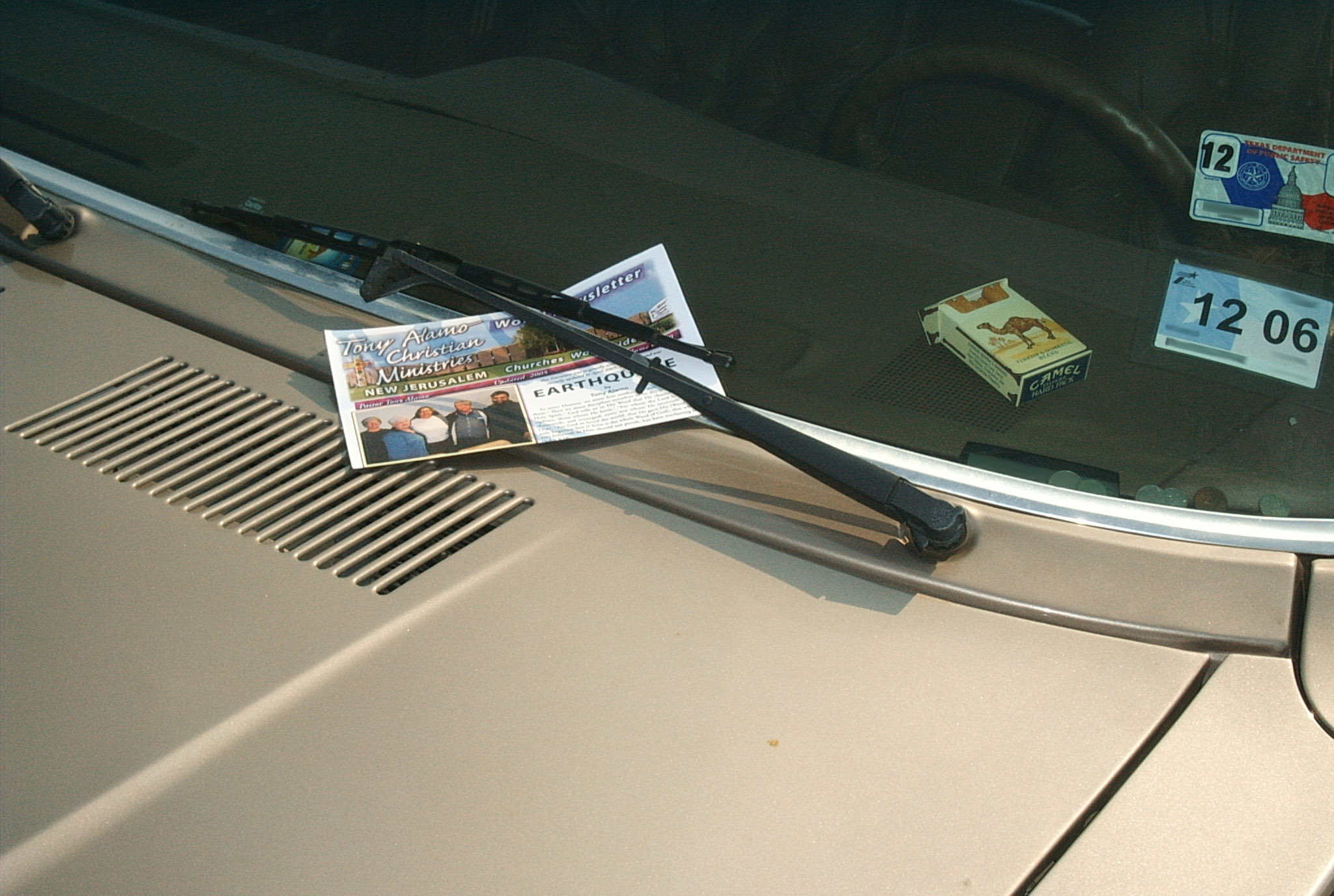
車のワイパーの下に置かれたトラクトもよく見かける